# Prickskytteattacken mot Metcalf
Prickskytteattacken mot Metcalf inträffade den 16 april 2013 när en attack genomfördes mot Pacific Gas and Electric Companys transformatorstation Metcalf i Coyote i Kalifornien. Stationen ligger nära gränsen till San Jose. Attacken – där beväpnade gärningsmän sköt mot 17 elektriska transformatorer – resulterade i stora skador på utrustningen. Skadorna uppgick till mer än 15 miljoner dollar, men hade liten inverkan på stationens elförsörjningsförmåga.

## Attacken
På morgonen den 16 april 2013 öppnade ett antal män, beväpnade med gevär, eld mot Metcalf Transmissions transformatorstation. 17 transformatorer skadades allvarligt.

### Förberedelser
Innan själva attacken genomfördes saboterade gärningsmännen ett antal fiberoptiska telekommunikationskablar som drevs av AT&T. Efter attacken hittade utredare små högar med stenar på platser där skotten hade avlossats – den typ av formationer som kan användas i syfte att hitta lämpliga skjutpositioner.

### Tidslinje
- 00:58 – AT&T:s fiberoptiska telekommunikationskablar skars av, inte långt från US Route 101 strax utanför södra delarna av San Jose.
- 01:07 – En del kunder hos Level 3 Communications, en internetleverantör, förlorade sin uppkoppling. Kablar i Level 3 Communications anläggning nära Metcalf transformatorstation skars också av.
- 01:31 – En övervakningskamera riktad mot ett stängsel runt transformatorstationen registrerade en ljusstrimma. Utredarna från Santa Clara County Sheriffs avdelning tror att det var en signal från ficklampa. Det följdes av mynningsblixtar från gevär samt gnistor från kulor som träffade stängslet.
- 01:37 – PG&E fick in larm från rörelsesensorer vid transformatorstationen, sannolikt från kulor som träffade stängslet.
- 01:41 – Santa Clara County Sheriffs avdelning fick ett nödsamtal om skottlossning. Inringaren var en ingenjör vid ett närliggande kraftverk som fortfarande hade fungerande telefoni.
- 01:45 – Den första samlingen transformatorer, fulla av skotthål och som hade läckt 200 000 liter olja överhettades. Det ledde till att PG&E:s kontrollcenter ca 145 km norrut från platsen fick ett larm om utrustningsfel.
- 01:50 – En annan ficklampssignal, fångad på film, markerade slutet på attacken. Mer än 100 tomhylsor 7,62×39 mm, hittades senare på platsen.
- 01:51 – Polisen anlände till platsen, men allt var tyst och lugnt. Polisen kunde inte ta sig förbi det låsta stängslet, och de uppfattade ingenting misstänkt.
- 03:15 – En PG&E-arbetare anlände för att undersöka skadorna.

### En sofistikerad attack
Tidigare ordförande för Federal Energy Regulatory-kommissionen, Jon Wellinghoff, uppgav att militära experter informerat honom om att överfallet föreföll vara ett "professionellt jobb", och  det noterades att inga fingeravtryck kunde hittas på tomhylsorna. Även om Wellinghoff beskrev attacken som "den allvarligaste incidenten av inhemsk terrorism som innefattat elnätet som någonsin har inträffat", uppgav en talesman för Federal Bureau of Investigation att de inte trodde att en terroristorganisation var ansvarig för attacken.
Henry Waxman, en ansedd medlem av USA:s House Committee för energi och handel, uppgav att attacken var "en aldrig tidigare skådad och sofistikerad attack mot en transformatorstation för elnät, utförd med militära vapen. Avbrott i kommunikationer skedde. Attacken orsakade betydande skador. Det tog veckor att byta ut de skadade delarna. Under liknande förhållanden hade det kunnat uppstå allvarliga strömavbrott eller något ännu värre."

## Efterverkningar
17 transformatorer skadades allvarligt, vilket krävde reparationer till ett värde överstigande 15 miljoner dollar. För att undvika ett stort strömavbrott man tvungna att omdirigera ström från närliggande Silicon Valley-baserade kraftverk. Även om vissa närliggande stadsdelar tillfälligt förlorade strömmen var de stora användarna inte ens medvetna om att attacken mot Metcalf hade inträffat, enligt en expert från Electric Power Research Institute.
Både PG&E (företaget som drev transformatorerna), och AT&T erbjöd $250 000 i belöningar för all information som kunde leda till gripanden och fällande domar mot förövarna.
I juni 2014 meddelade PG&E att de hade för avsikt att investera 100 miljoner dollar under de närmaste 3 åren syftande till att uppgradera säkerheten vid transformatorstationer i hela sitt verksamhetsområde, inklusive Metcalf.
En rapport publicerad i juli 2014 från Congressional Research Service, med titeln Physical Security of the US Power Grid: High-Voltage Transformer Substations hänvisade flera gånger till attacken och det angavs att  "... i kölvattnet av Metcalf-incidenten har FERC beordrat införandet av obligatoriska fysiska säkerhetsstandarder (för transformatorstationer) 2014."

## Utredning
I oktober 2015 uppgavs det att Department of Homeland Security hade hittat indikationer på att en insider kunde ha begått attacken.

## Publikationer innan händelsen
Redan 2012 publicerade National Research Council of the National Academies of Sciences, Engineering and Medicine en "avhemligad" rapport (där hemligstämpeln tagits bort) - som utarbetades redan 2007 på uppdrag av United States Department of Homeland Security. Rapporten belyste sårbarheten hos det nationella elnätet avseende följder av skador på högspänningstransformatorer.